# Hybrid-DNA
Hybrid-DNA-teknik är en metod med vilken man kan modifiera arvsanlagen. En annan benämning på hybrid-DNA-teknik är rekombinant DNA.
Med hybrid-DNA-tekniken kan forskare foga samman arvsanlag av helt olika ursprung till nya kombinationer. Man kan byta ut flera anlag och till och med lägga till ett eller flera. Den nya, konstgjorda produkten, ett hybrid-DNA, kan föras in i en ny cell och förökas där.
Denna teknik kan användas till framställning av läkemedel, till exempel tillverkas insulin på detta sätt.
Då infogas anlaget för insulintillverkning från en människa i en bakterieplasmid.
DNA-hybriden placeras sedan i en bakterie, när bakterien delar sig förökas också det infogade arvsanlaget från människan.
Detta är en förhållandevis enkel och billig metod att utvinna medicin till diabetiker.